# 한다 다케시
한다 다케시(일본어: 半田 武嗣, 1985년 6월 26일 ~ )는 일본의 축구 선수이다.

## 구단 경력
FC 마치다 젤비아, MIO 비와코 시가, 블라우블리츠 아키타에서 활동하였다.